# Korean Language Proficiency Test
KLPT (kor. 세계한국말인증시험, ang. Korean Language Proficiency Test) jest testem sprawdzającym znajomość języka koreańskiego dla obcokrajowców, organizowanym przez Towarzystwo Języka Koreańskiego. Dzięki niemu można określić czy osoba podchodząca do egzaminu poradzi sobie w prostych sytuacjach życia codziennego, czy też w trudnych takich jak załatwianie spraw urzędowych czy zawodowych.

## Podstawowe informacje
KLPT zapewnia wymagany przez koreańskie firmy czy rządowe placówki (znajdujące się w Korei i w innych państwach) standard kwalifikacji językowych. Ponadto, rozpowszechnia odpowiednią jakość języka koreańskiego, dzięki czemu osoby pragnące uczyć się tego języka poznają także kulturę koreańską. Test można zdawać cztery razy w ciągu roku. Egzamin trwa 110 minut i składa się z dwóch części. Pierwsza z nich trwa 40 minut i weryfikuje znajomość języka ze słuchu. Na drugą część testu składają się zadania ze słownictwa, gramatyki, rozumienia czytanego tekstu oraz konwersacji. Łącznie do zdobycia jest 500 punktów.

## Poziomy zaawansowania
| Poziom | Wymagana liczba punktów do zdania | Poziom zaawansowania | Zdolności |
| ------ | --------------------------------- | -------------------- | --- |
| 1      | 200-245                           | Poziom podstawowy    | Znajomość podstawowych zwrotów i umiejętność budowania prostych zdań. |
| 2      | 250-295                           | Poziom podstawowy    | Znajomość zwrotów pozwalających na prowadzenie prostych rozmów telefonicznych, czy też samodzielność w realizowaniu czynności w budynkach użyteczności publicznej (np. w urzędzie pocztowym czy w bibliotece). |
| 3      | 300-345                           | Poziom średni        | Znajomość funkcji językowych wymaganych w codziennym życiu. Zdolność rozumienia bardziej zaawansowanych zwrotów oraz wyrażeń.                                                                                  |
| 4      | 350-395                           | Poziom średni        | Zdolność rozumienia głównych wątków poruszanych w prasie czy telewizji. |
| 5      | 400-445                           | Poziom zaawansowany  | Umiejętność płynnego korzystania z języka koreańskiego na poziomie pozwalającym na swobodne prowadzenie życia w Korei. Z uwzględnieniem posługiwania się językiem zarówno oficjalnym jak i potocznym.          |
| 6      | 450-450                           | Poziom zaawansowany  | Znajomość języka pozwalająca na pracę na stanowisku tłumacza. Poziom ten świadczy o znajomości języka na poziomie biegłym, bliskim rdzennemu.                                                                  |

Każdy obcokrajowiec, który planuje podjąć pracę bądź naukę w Korei winien zdać go na poziomie 4.